# Mearnsia picina
Andorinhão-espinhoso-filipino ou rabo-espinhoso-filipino (Mearnsia picina) é uma espécie de ave da família Apodidae.
É endémica das Filipinas.
Os seus habitats naturais são: florestas subtropicais ou tropicais húmidas de baixa altitude.
Está ameaçada por perda de habitat.